# Cheilanthes bhutanica
Cheilanthes bhutanica là một loài dương xỉ trong họ Pteridaceae. Loài này được Fraser-Jenk. & Wangdi mô tả khoa học đầu tiên năm 2009.
Danh pháp khoa học của loài này chưa được làm sáng tỏ. 